# グルメシティヒカリ屋

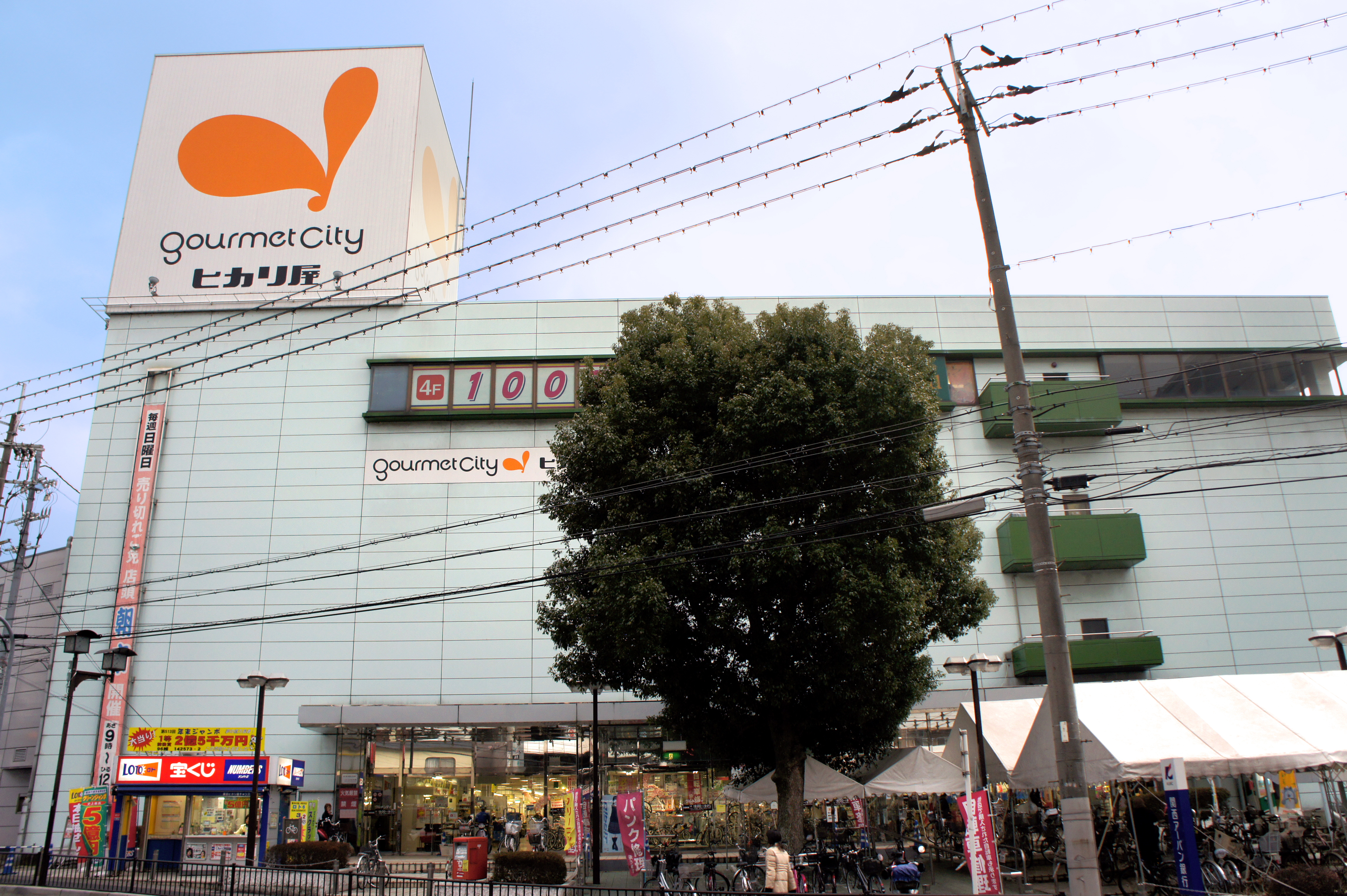
グルメシティヒカリ屋瀬田店
（旧ヒカリ屋本社、滋賀県大津市）

グルメシティヒカリ屋（グルメシティヒカリや、英称：gourmetcity hikariya）は、かつてダイエーが展開していた食品スーパーマーケットである。
なお本項では、元の運営組織株式会社ヒカリ屋（ヒカリや）についても触れる。

## 概要
株式会社ヒカリ屋は1962年2月に設立され、本社は滋賀県大津市一里山1丁目3-1（瀬田店）にあった。2007年3月1日付で、株式会社グルメシティ近畿へ合併された。2015年2月までは、株式会社グルメシティ近畿が運営していたが、同年3月にダイエーがグルメシティ近畿を合併した。これに伴い、店舗コードが3ケタに変更された。他の変更点は以下のとおり。

## 沿革
- 1949年（昭和24年） - ヒカリ屋呉服店として創業。
- 1951年（昭和26年） - 主婦の店ヒカリ屋に名称変更[疑問点 – ノート]。
- 1962年（昭和37年）2月 - 株式会社に改組。
- 1968年（昭和43年）4月 - 株式会社ヒカリ屋へ商号変更。衣料品を中心としたスーパーマーケットを展開して発展する[疑問点 – ノート]。
- 2007年（平成19年）3月1日 - 株式会社ヒカリ屋が、株式会社グルメシティ近畿に吸収合併され会社消滅。合併後も「グルメシティヒカリ屋」として「ヒカリ屋」ブランドは継続[1]。
- 2015年（平成27年）3月1日 - 株式会社ダイエーが、株式会社グルメシティ近畿を吸収合併[1]。
- 2018年（平成30年）11月30日 - グルメシティヒカリ屋山科店閉店に伴い、「グルメシティヒカリ屋」の屋号が消滅。

## 歴代店舗

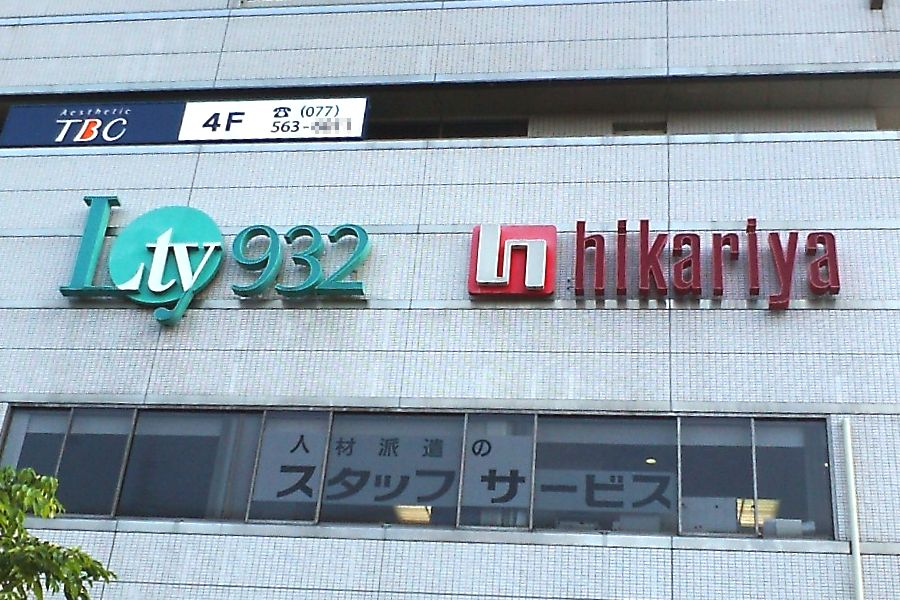
ヒカリ屋の旧ロゴ（右側、草津駅東口のエルティ932（旧ヒカリ屋草津店）にて撮影、現在はガーデンシティ草津のロゴに変わっている）

当項では各店舗の解説を行う。なお、店舗名前の左側にある数字は各店舗のコード番号であるが、当項ではグルメシティ近畿が運営していた当時のコード番号を記載する。
- 4854→0840 グルメシティヒカリ屋瀬田店（大津市一里山1丁目）

2007年2月以降はダイエーグループが滋賀県内に唯一出店している店舗であった。
店舗の建て替えに伴い、2016年2月29日でいったん営業を終了。2017年8月11日に「ダイエー瀬田店」として再開した（ただし店舗構成としては「イオンフードスタイル」となり、看板も「AEON FOOD STYLE by daiei」が掲げられる）。
- 4861 ヒカリ屋草津店

草津駅前に店舗を構え、非常に手狭な店舗であった。その後ゲームセンターとカラオケ店になり、解体後の現在はマンションとなっている。その後1989年に草津駅前の大型商業施設「エルティ932・ヒカリ屋草津店」の核店舗となった。しかし営業不振により2006年2月で閉店した。現在、食品売り場の部分は阪急オアシスが入居している。
- （コード不明） ヒカリ屋八日市店

湖東地域で初めてエスカレーターが設置された店舗だった。店舗跡はサテライトショップなどを経て解体された。跡地はマンションとなっている。
- 4858→0842 グルメシティヒカリ屋京都店（京都市北区）

「鞍楽ハウディ」2階のテナントとして衣料品のみを取り扱っていた。2016年12月31日をもって閉店した。
- 4855→0841 グルメシティヒカリ屋山科店（京都市山科区）

4階建てで食料品・衣料品・日用品を扱っていた。最後まで「グルメシティヒカリ屋」として営業していた店舗だったが、建物の老朽化および耐震性の影響により、2018年11月30日18時をもって閉店。45年間の歴史に幕を降ろした。その後、建物は全て解体され、その跡地にイオンタウンが運営するショッピングセンター「イオンタウン山科椥辻（やましななぎつじ）」が2019年12月6日に開業。核店舗は「グルメシティヒカリ屋」同様にダイエーが運営するが、フードスタイル業態の「イオンフードスタイル山科椥辻店」となった。
- （コード不明） ヒカリ屋大阪店